# Роландо Гарбей
Роландо Гарбей (ісп. Rolando Garbey Garbey; 19 листопада 1947 — 16 грудня 2023) — кубинський боксер першої середньої ваги. Чемпіон світу з боксу, дворазовий призер Олімпійських ігор, триразовий чемпіон Панамериканських ігор.

## Біографія
Народився 19 листопада 1947 року в місті Сантьяго-де-Куба.
На Олімпійських іграх 1968 року у Мехіко виборов срібну олімпійську медаль, поступившись у фіналі представникові СРСР Борису Лагутіну.
На Олімпійських іграх 1972 року у Мюнхені дійшов до чвертьфіналу, де поступився полякові Веславу Рудковському.
У 1974 році, на першому чемпіонаті світу з боксу в Гавані виборов золоту медаль, перемігши у фінальному двобої Альфредо Лемуса з Венесуели.
На Олімпійських іграх 1976 року у Монреалі виборов бронзову олімпійську медаль, поступившись у півфіналі представникові СФРЮ Тадія Качару.

## Спортивні досягнення
- Чемпіон світу з боксу (1974);
- Срібний призер Олімпійських ігор (1968);
- Бронзовий призер Олімпійських ігор (1976);
- Чемпіон Панамериканських ігор (1967, 1971, 1975).

## Олімпійські результати

### 1968 Мехіко
- 14.10.1968 переміг Емона Маккаскера (Ірландія) — KO 1
- 20.10.1968 переміг Детлефа Дана (НДР) — 3-1
- 23.10.1968 переміг Еріка Блейка (Велика Британія) — KO 1
- 24.10.1968 переміг Джонні Болдвіна (США) — 4-1
- 26.10.1968 поступивя Борису Лагутіну (СРСР) — 0-5

### 1972 Мюнхен
- 28.08.1972 переміг Рікі Барнора (Гана) — 5-0
- 30.08.1972 переміг Франца Ксандла (Австрія) — 5-0
- 02.09.1972 переміг Дже Кюн-Ліма (Південна Корея) — TKO 2
- 06.09.1972 поступився Веславу Рудковському (Польща) — 1-4

### 1976 Монреаль
- 22.07.1976 переміг Дашніана Олзвоя (Монголія) — KO 3
- 25.07.1976 переміг Ерла Лібурда (Віргінські острови) — RSC 2
- 28.07.1976 переміг Калеві Косунена (Фінляндія) — RSC 1
- 29.07.1976 поступився Тадія Качару (СФРЮ) — 1-4